# Resolutie 1588 Veiligheidsraad Verenigde Naties
Resolutie 1588 van de Veiligheidsraad van de Verenigde Naties werd unaniem aangenomen door de VN-Veiligheidsraad op 17 maart 2005 en verlengde het mandaat van de voorhoedemissie in Soedan met een week.

## Achtergrond
Al in de jaren 1950 was het zwarte zuiden van Soedan in opstand gekomen tegen het overheersende Arabische noorden. De vondst van aardolie in het zuiden maakte het conflict er enkel maar moeilijker op. In 2002 kwam er een staakt-het-vuren en werden afspraken gemaakt over de verdeling van de olie-inkomsten. Verschillende rebellengroepen waren hiermee niet tevreden en in 2003 ontstond het conflict in Darfur tussen deze rebellen en de door de regering gesteunde Janjaweed-milities. Die laatsten gingen over tot etnische zuiveringen en in de daaropvolgende jaren werden in Darfur grove mensenrechtenschendingen gepleegd waardoor miljoenen mensen op de vlucht sloegen.

## Inhoud
De Veiligheidsraad:
- Herinnert aan zijn resoluties 1547, 1556, 1574 en 1585.
- Bevestigt zijn bereidheid om het vredesproces te steunen.
- Beslist het mandaat van de voorhoedemissie UNAMIS te verlengen tot 24 maart.
- Besluit om actief op de hoogte te blijven.

## Verwante resoluties
- Resolutie 1574 Veiligheidsraad Verenigde Naties (2004)
- Resolutie 1585 Veiligheidsraad Verenigde Naties
- Resolutie 1590 Veiligheidsraad Verenigde Naties
- Resolutie 1591 Veiligheidsraad Verenigde Naties

Lijst ·  1581 ·  1582 ·  1583 ·  1584 ·  1585 ·  1586 ·  1587 ·  1588 ·  1589 ·  1590 ·  1591 ·  1592 ·  1593 ·  1594 ·  1595 ·  1596 ·  1597 ·  1598 ·  1599 ·  1600 ·  1601 ·  1602 ·  1603 ·  1604 ·  1605 ·  1606 ·  1607 ·  1608 ·  1609 ·  1610 ·  1611 ·  1612 ·  1613 ·  1614 ·  1615 ·  1616 ·  1617 ·  1618 ·  1619 ·  1620 ·  1621 ·  1622 ·  1623 ·  1624 ·  1625 ·  1626 ·  1627 ·  1628 ·  1629 ·  1630 ·  1631 ·  1632 ·  1633 ·  1634 ·  1635 ·  1636 ·  1637 ·  1638 ·  1639 ·  1640 ·  1641 ·  1642 ·  1643 ·  1644 ·  1645 ·  1646 ·  1647 ·  1648 ·  1649 ·  1650 ·  1651